# رشیده، پنجاب
رشیده (به انگلیسی: Rashida) یک منطقهٔ مسکونی در جهنگ در پاکستان است. این روستا حدود ۲۰۰۰ نفر جمعیت دارد.